# 華麗なる千拍子2002
『華麗なる千拍子2002』（かれいなるせんびょうしにせんに）は2002年に宝塚歌劇団で上演された舞台作品。雪組公演。形式名は「グランド・レビュー」。22場。
原作は高木史朗、監修・演出は酒井澄夫、構成・演出は中村一徳。併演作品は『再会』。

## 解説
※『宝塚歌劇100年史（舞台編）』の宝塚大劇場公演参考。内容は『華麗なる千拍子'99』（宝塚大劇場公演）と同じ。
1960年初演で、東京公演が芸術祭賞を受けた作品『華麗なる千拍子』の再演。世界巡りの構成になっており、宝塚の舞台の特徴を生かした伝統的なショースタイルを展開。本作品は2002年版として新しいリズム（千拍子）をテーマに構成されている。

## 公演日程
※出典は公演案内（宝塚歌劇・公式ページ）を参考にしている。
- 10月26日・10月27日　九州厚生年金会館（北九州市）
- 10月28日　下関市民会館
- 10月30日・10月31日　福岡サンパレスホール
- 11月2日・11月3日　香川県県民ホール（高松市）
- 11月5日・11月6日　磐田市民文化会館
- 11月8日　小牧市市民会館
- 11月9日　瀬戸市文化センター
- 11月10日　半田市福祉文化会館
- 11月12日　武蔵野市民文化会館
- 11月13日　さいたま市文化センター
- 11月15日・11月16日　神奈川県民ホール（横浜市）
- 11月17日　市川市文化会館

## スタッフ
※『華麗なる千拍子'99』（宝塚大劇場公演）と同じ。
- 作曲・編曲[4]：西村耕次/甲斐正人/鞍富真一
- 音楽指揮[4]：佐々田愛一郎
- 振付[4]：名倉加代子/家城比呂志/藍エリナ/大谷盛雄
- 装置[4]：関谷敏昭
- 衣装[4]：任田幾英
- 照明[4]：勝柴次朗
- 音響[4]：加門清邦
- 小道具[4]：万波一重
- 効果[4]：木多美生
- 演出助手[4]：鈴木圭
- 装置補[4]：広森守
- 衣装補[4]：河底美由紀
- 舞台進行[4]：表原渉
- 舞台美術製作[4]：株式会社宝塚舞台
- 演奏[4]：宝塚管弦楽団
- 制作[4]：村上信夫

## 主な配役
- 歌う紳士S、千拍子の男、マタドールS、パイナップルの女王、リオの男S、ニューヨークの男S、モンマントルの歌手、花の紳士S、デュエット男S、パレードの歌手S - 朝海ひかる[1]
- 淑女S、千拍子の女、恋人、リオの女S、踊る女S、ニューヨークの女S、歌う女S、デュエットの女S、パレードの淑女S - 舞風りら[1]
- 紳士A、スタンリー、リオの男A、踊る男A、ニューオリンズの男A、ギャルソン、パレードの紳士A - 貴城けい[1]
- 黒い影A、踊る男A - 天希かおり[1]